# Argila expandida

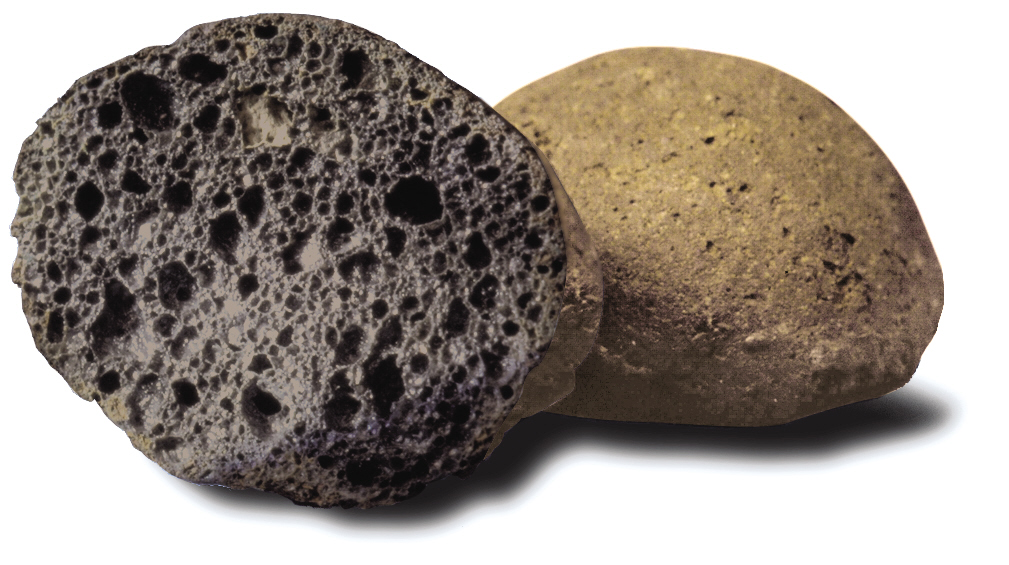
Corte transversal de pedras de argila

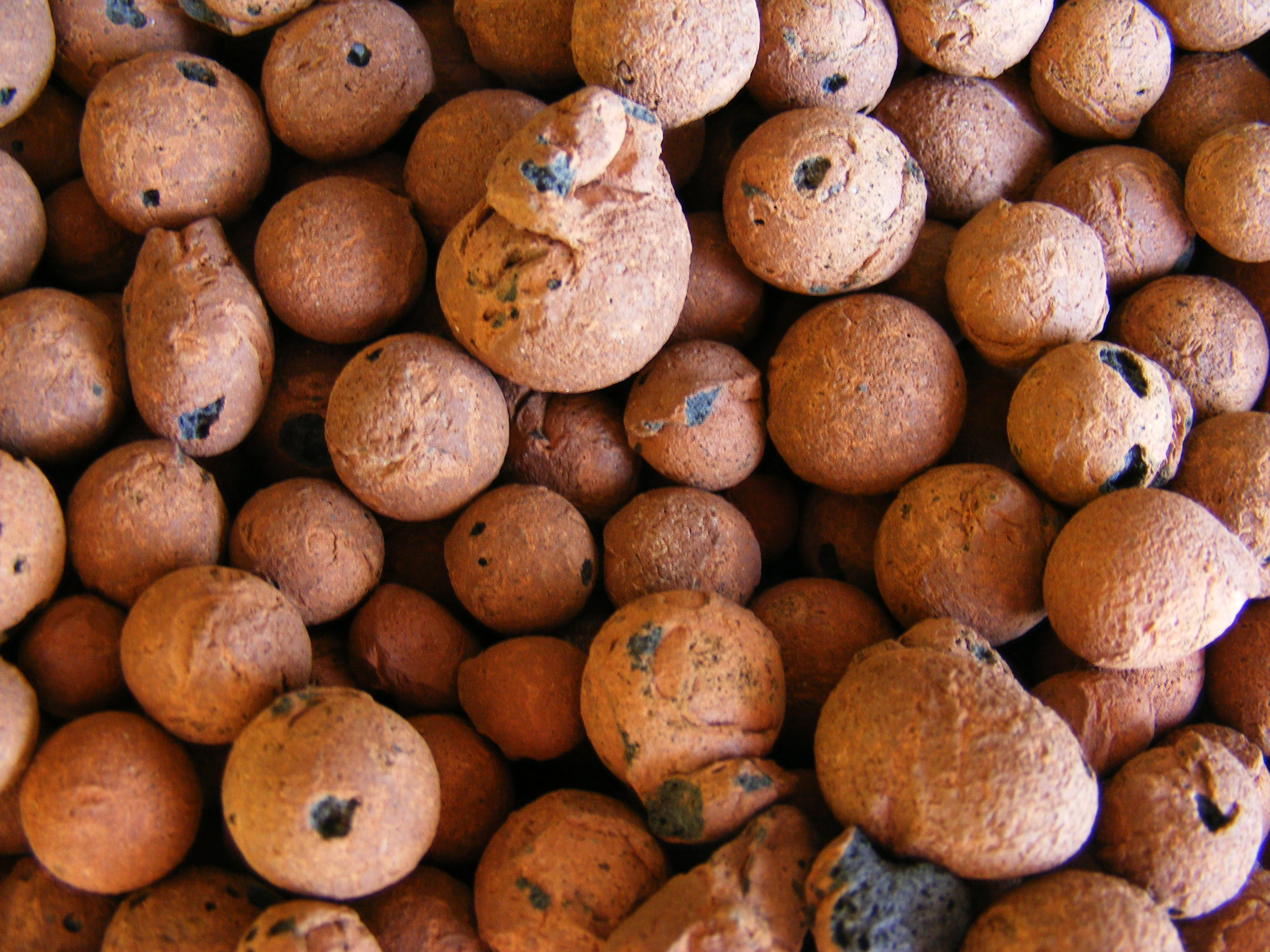
Pedras de argila expandida

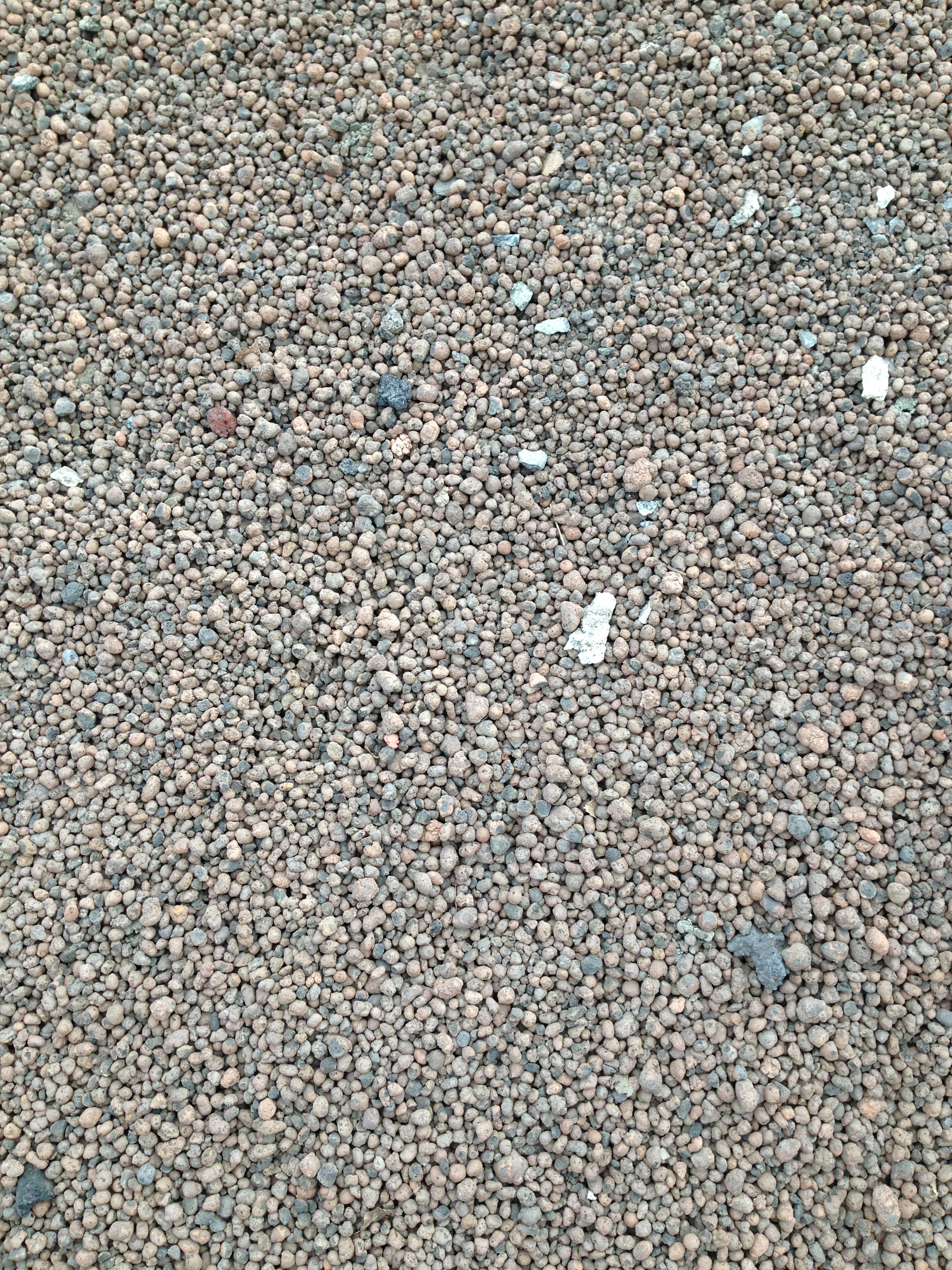
Uma pilha de pedras de argila expandida em Hisingen, Göteborg, Suécia, 2013

A argila expandida é um material cerâmico leve com um núcleo alveolar produzido pela queima de argila natural a temperaturas de 1100 - 1200 ° C em um forno rotativo. O agregado possui formato arredondado e suas granulometrias variam entre 0-32 mm, com uma densidade média de 350 kg / m³ para alguns autores e de 1 g/cm3 para outros. O material é peneirado para obtenção de granulometrias definidas de acordo com a aplicação.
Com a vantagem de peso leve, de elevada permeabilidade e durabilidade, excelente isolamento acústico e propriedades de isolamento térmico, a argila expandida é um bom agregado para uso em uma variedade de aplicações. É também um produto ambientalmente correto composto principalmente de argila natural, não é suscetível ao ataque químico, podridão ou geada e tem uma longa vida útil. As bolsas de ar dentro das bolinhas proporcionam excelente resistência térmica quando utilizado como isolamento térmico em lajes. A argila expandida, também é amplamente utilizada para a fabricação de blocos leves e frequentemente usados em sistemas de filtração de água, devido à sua elevada área superficial.